# Птолемей (Комагена)
Вижте пояснителната страница за други личности с името Птолемей.
Птолемей (на гръцки: Πτολεμαίος, на латински: Ptolemaios) е първият цар на Комагена през 163 пр.н.е. – 130 пр.н.е.

## Биография
Птолемей е от арменско-ирански произход и произлиза от династията на Ервандидите (Оронтидите). Роднина е на Митридат I от Партското царство и така роднина на Партската царска династия. Потомък е на Дарий I от Персия.
Птолемей е първо от ок. 201 пр.н.е. до 163 пр.н.е. сатрап (epistrates) на Комагена, провинция на Селевкидската империя. През 163 пр.н.е., когато Селевкидската империя се разпада, Птолемей въстава и обявява Комагена за независимо царство. Той прави Самосата, главният град на провинция Комагена, на столица.
Той се жени и има син Сам II Теозеб Дикай, който го последва на трона след смъртта му. Птолемей е дядо на Митридат I Калиник.